# Youssouf Hersi
Youssouf Hersi (Diredawa, 20 de agosto de 1982) é um ex-futebolista profissional neerlandês. Hersi é meio campista e defendeu as cores do De Graafschap, após passar uma temporada no AEK Atenas, e está no Perth Glory.